# Westernrijden

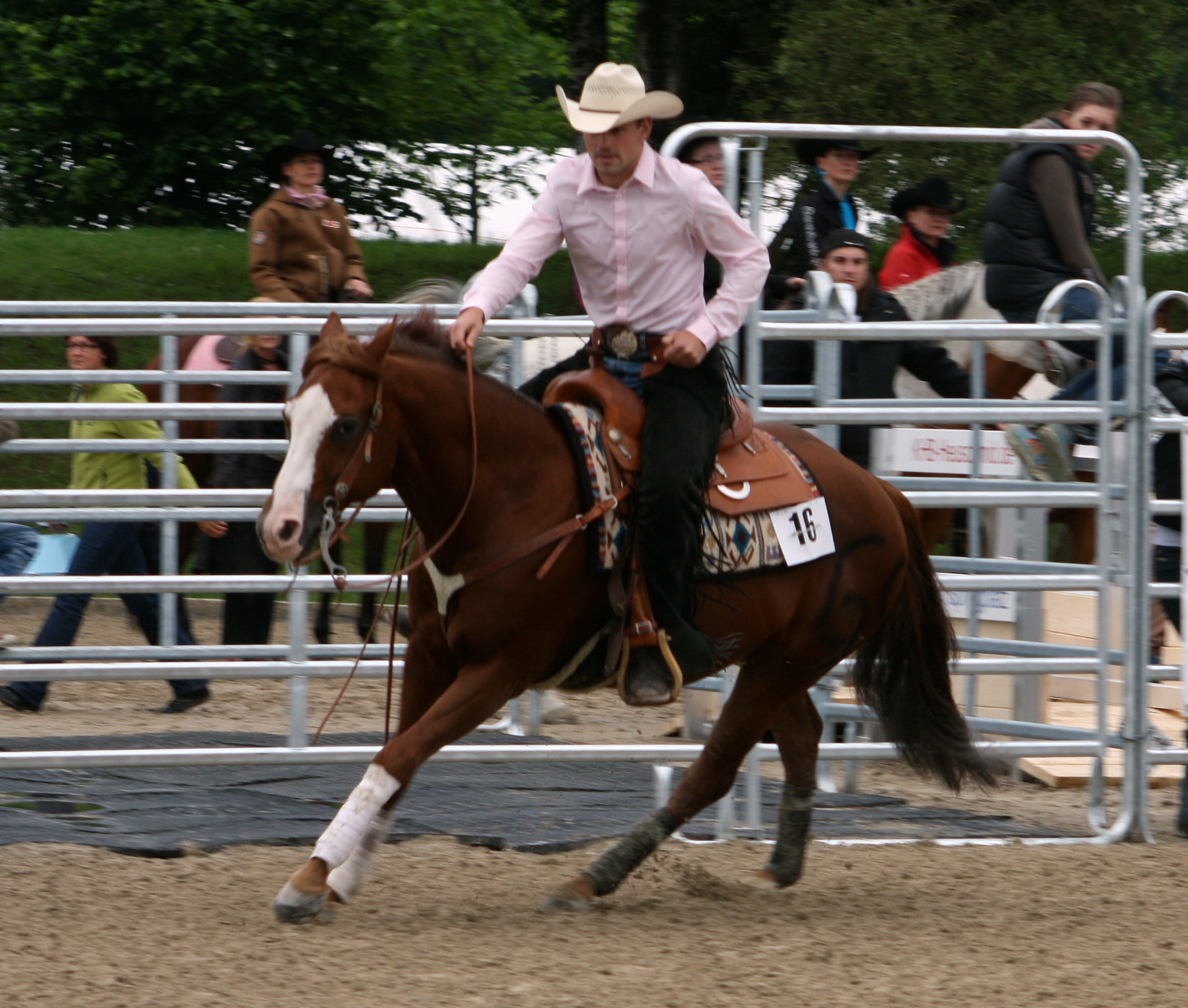
Westernrijden

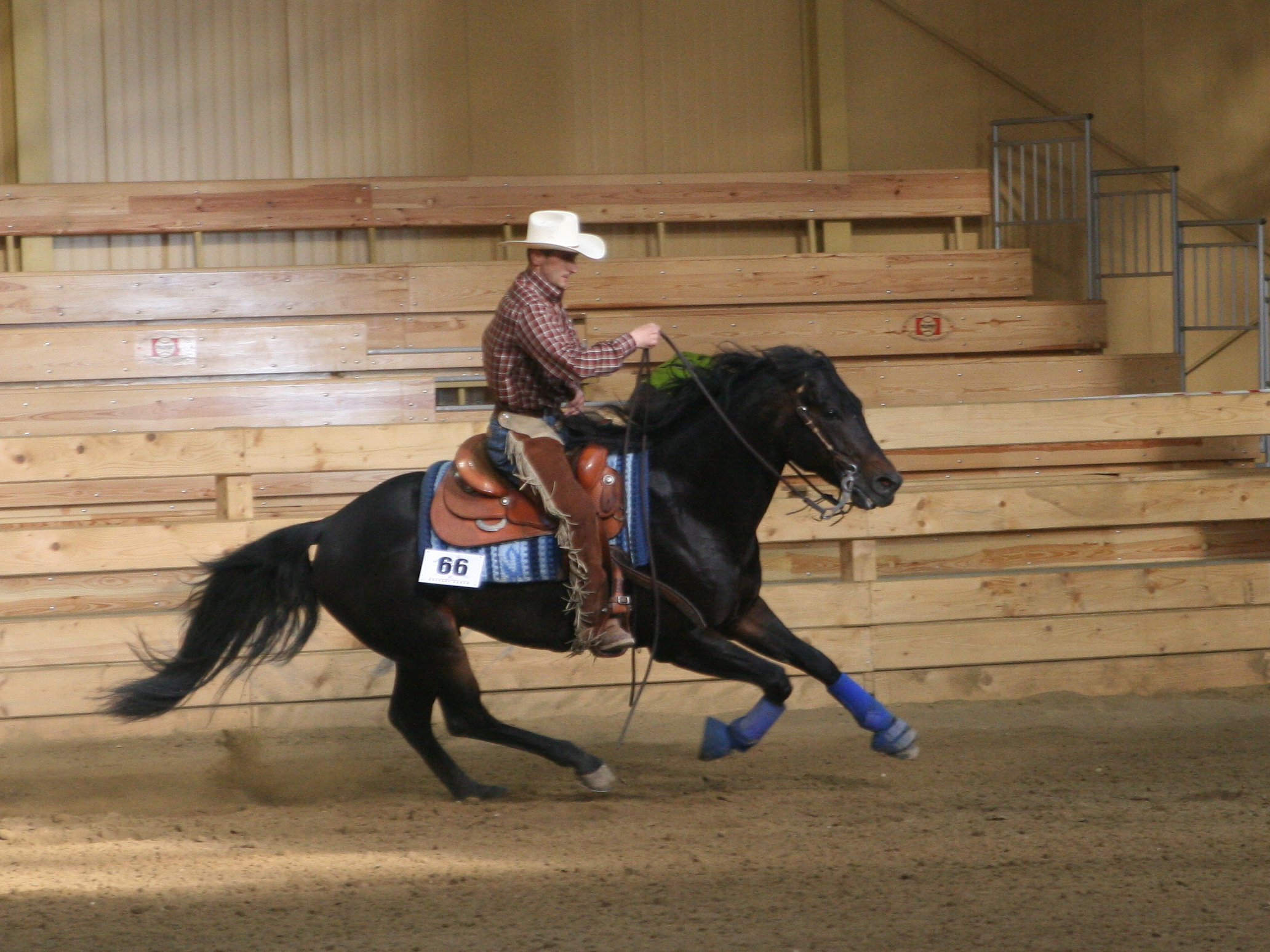
Reining

Westernrijden is een Amerikaanse rijstijl van het paardrijden, op een paard met een westernzadel waaronder een deken of dek (de pad) zit. Het hoofdstel heeft (meestal) geen neusriem. Er wordt met losse doorhangende teugels gereden. Meestal wordt gebruikgemaakt van zogenaamde split reins (niet verbonden teugels), hoewel ook verbonden teugels voorkomen die eindigen in een stukje leer dat te gebruiken is als zweep (romal met squirt).
Bij het enkelhandige rijden wordt gebruikgemaakt van zogenaamde bits with shanks (stangen met scharen). Het paard en de ruiter moeten een goed team vormen. Ze moeten elkaar volledig vertrouwen. De ruiter mag niet bang zijn dat zijn paard zou kunnen schrikken van het vee of de hindernissen die het moet nemen. Het paard moet op de ruiter vertrouwen, deze moet hem vertrouwen geven en laten merken dat er niets aan de hand is. Er wordt western gereden met een grote verscheidenheid aan paarden. Hoewel elk paard hiervoor geschikt is, worden op wedstrijdniveau voornamelijk paarden als quarter horse, appaloosa en 'paints' (bont gevlekte paarden) gebruikt. Voor werken met vee is het belangrijk dat een paard cow-sense heeft. Dat betekent dat het paard het vee goed aanvoelt en er niet bang voor is.
Westernrijden vindt zijn oorsprong in het werk van de Amerikaanse cowboy. De western rijstijl wint aan belangstelling, zowel bij recreatieruiters als wedstrijdruiters. De discipline kan worden onderverdeeld in vier hoofdklassen: keuringen, dressuur, snelheidsspelen en werken met vee.

## Keuringen

### Halter
Hieronder valt de 'halter', dit is een rastypische keuring voor paarden die aan het halster getoond worden, net zoals deze bij andere paardenrassen en dierenrassen gebruikelijk zijn. Het is een rasspecifiek gebeuren, dus paarden van verschillende rassen komen niet tegen elkaar uit. Er wordt gelet op de conformatie, type en conditie van het paard. Bij de hengsten en merries voor de paardenfokkerij wordt ook het gebit beoordeeld.

## Dressuur
Dressuur valt onder te verdelen in 'Showmanship at halter', 'Trail', 'Western pleasure', 'Hunter under saddle', 'Western horsemanship', 'Western riding', 'Reining' en 'Versatile horse'.

### Showmanship at halter
Bij 'showmanship at halter' wordt gekeken naar het vakmanschap van degene die het paard showt en niet naar de rastypische kenmerken. Vandaar dat het ook onder de dressuur hoofdgroep valt.

### Trail
De benaming 'trail' slaat op het spoor dat normaal in de vrije natuur wordt gevolgd. In de arena worden de hindernissen nagebootst, zoals een hek openen en sluiten, over balken heen stappen, draven of galopperen, een brug overlopen, in een vierkantje een heel rondje om zijn eigen as draaien (een soort kleine spin, pirouette) en achterwaarts gaan volgens een bepaald patroon (vaak een L-figuur). Naast deze verplichte onderdelen kan de trail worden aangevuld met andere hindernissen, zoals een denkbeeldige sloot, het vervoeren van een object of diverse hindernissen waarbij het paard zich achterwaarts en zijwaarts moet bewegen.

### Western pleasure

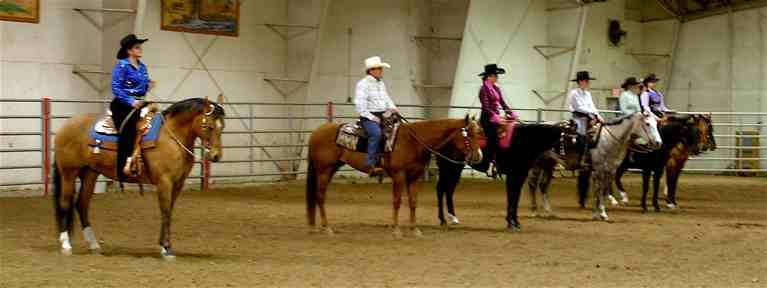
Line up in een western pleasure training

De deelnemers stappen samen de arena binnen en moeten aan de rail (wand) blijven. Passeren is toegestaan, maar de ruiter mag geen cirkels rijden of de arena oversteken. De drie verschillende gangen - draf, stap en galop - worden zowel op de linker- als op de rechterhand getoond. De gang die doorzittend wordt gereden (jog) is erg belangrijk. Het is een langzaam gereden draf die beslist niet sloffend op de voorhand mag worden gereden. De draf (trot) is pas de laatste jaren in zwang gekomen en wordt sindsdien op de wedstrijden gevraagd. Bij het commando 'reverse' maken de deelnemers een draai van honderdtachtig graden en veranderen zo van hand. Een te hoge of te lage snelheid, een verkeerde gang op een bepaald moment, verzet van het paard, te diepe of te hoge halshouding van het paard of break of gait (uit de betreffende gang vallen), worden als overtreding aangemerkt. Het paard moet gereden worden zonder overmatige of storende correcties van de ruiter. Dit hoeft niet aan losse teugel, maar dat geeft wel een indicatie voor de africhtingsgraad. Het accent van de proef ligt in het prettig te rijden zijn van het paard en zijn gehoorzaamheid.

### Western horsemanship
Western Horsemanship bestaat uit twee onderdelen. Het eerste gedeelte is individueel: de combinatie moet een bepaald pattern (proef) rijden, waarin doorgaans een draf, galop, achterwaarts gaan, een draai om de achterhand en 'oefeningen' zijn opgenomen (cirkels, wijken en dergelijke). Bij het tweede gedeelte moeten alle ruiters een stukje pleasure rijden (zie vorige beschrijving). Dit heet railwork. Dit railwork telt minder zwaar mee en is meer bedoeld ter verfijning van het oordeel door de jury. Maar men kan tijdens het railwork zeker nog gediskwalificeerd worden. Bij western horsemanship wordt met name gekeken naar de kwaliteiten van de ruiter en niet zozeer naar de kwaliteiten van het paard. Bij het gehele onderdeel zijn alle deelnemers in de bak, bij de proef staan de wachtenden in een rij opgesteld, de zogenaamde line-up.

### Western riding
De deelnemers leggen een proef af op een voorgeschreven parcours, waarbij de vaardigheden van het paard beoordeeld worden. Het parcours kan allerlei oefeningen bevatten, zoals over een balk rijden, galopchangementen om een serie pylonnen. Paard en ruiter moeten ook hier weer de verschillende gangen demonstreren, zoals walk (stap), jog en lope (een langzame galop).

### Reining
Reining is bedacht om het atletische vermogen van een ranch-paard te laten zien, binnen de gesloten ruimte van een showarena. Deelnemers moeten een van de tien patronen (patterns) rijden, verdeeld over acht onderdelen. Inclusief langzame kleine cirkels, grote snelle cirkels, snel opeenvolgende galopswissels, 360 graden draaien op dezelfde plek (spins) en de veelal spannende en dynamische slidingstops die echt typerend zijn voor het reining paard. Ondanks de schijnbaar ontspannen houding van zowel ruiter als paard en de losse teugels, die typerend zijn voor deze discipline, is reining een sport met een spannend wedstrijdelement. Het vereist enorm veel concentratie van zowel de ruiter als het paard. Er is een zeer hoge mate van competentie nodig om deze sport naar behoren te kunnen uitoefenen.
Reining werd in 1949 erkend als sport door de American Quarter Horse Associatie [AQHA], de grootste paardensportorganisatie in de USA, die heden meer dan 320.000 leden telt en meer dan vijf miljoen geregistreerde paarden kent.
Reining is goedgekeurd door de FEI (The Fédération Equestre Internationale) in het jaar 2000, als een van haar erkende sporten. De FEI is een officieel orgaan van het IOC, het Internationaal Olympisch Comité, dat de paardensport controleert op een diervriendelijke manier van omgaan met de sportpaarden. Ook helpt de FEI bij het ontwikkelen van de door haar erkende disciplines.
De deelnemende combinaties leggen de proef een voor een af. Bij reining is het belangrijk dat het paard volledig ontspannen is en geen verzet toont, subtiele aansturing is vereist. De ruiter moet voortdurend controle houden over zijn paard. Lange teugels zijn daarbij geen must, wel een extra moeilijkheidsgraad. Een paard moet vanaf zijn zesde jaar op één hand gereden worden (neck reining). Volgens de definitie van de American Quarter Horse Association moet een reining-paard niet alleen geleid worden, maar moet ook iedere beweging van het paard door de ruiter zijn opgedragen.
"To rein a horse is not only to guide him, but also to control his every movement. The best reined horse should be willingly guided or controlled with little or no apparent resistance and dictaded to completely. Any movement on his own must be considered a lack of control. All devations from the exact written pattern must me considered a lack of/or temporary loss of control and therefore a fault that must be marked down according to the severity of the deviaton. After deducting all faults, set here within, against execution of the pattern and the horse overall performance, credit should be given for smoothness, finesse, attitude, quickness, and authority of performing various maneuvers, while using controlled speed which raises the difficulty level and makes him more exciting and pleasing to watch to an audience".
Na afloop stapt de combinatie naar de jury om het bit te laten inspecteren, tenzij dit van tevoren anders is aangegeven. Ook kunnen de juryleden na de proef besluiten deze inspectie achterwege te laten.
Een variant van reining is free style reining. Hierin wordt een vrije oefening op muziek uitgevoerd. Tijdens deze oefening dienen dezelfde elementen naar voren te komen als bij een van de tien reguliere patterns. De ruiter kan ervoor kiezen gekostumeerd te rijden en de oefening aan het kostuum aan te passen. De bewegingen en de gratie van een ballerina of de snelheid van een wegvluchtende boef; het staat de ruiters vrij dit zelf te bedenken en uit te werken.

## Snelheidsspelen

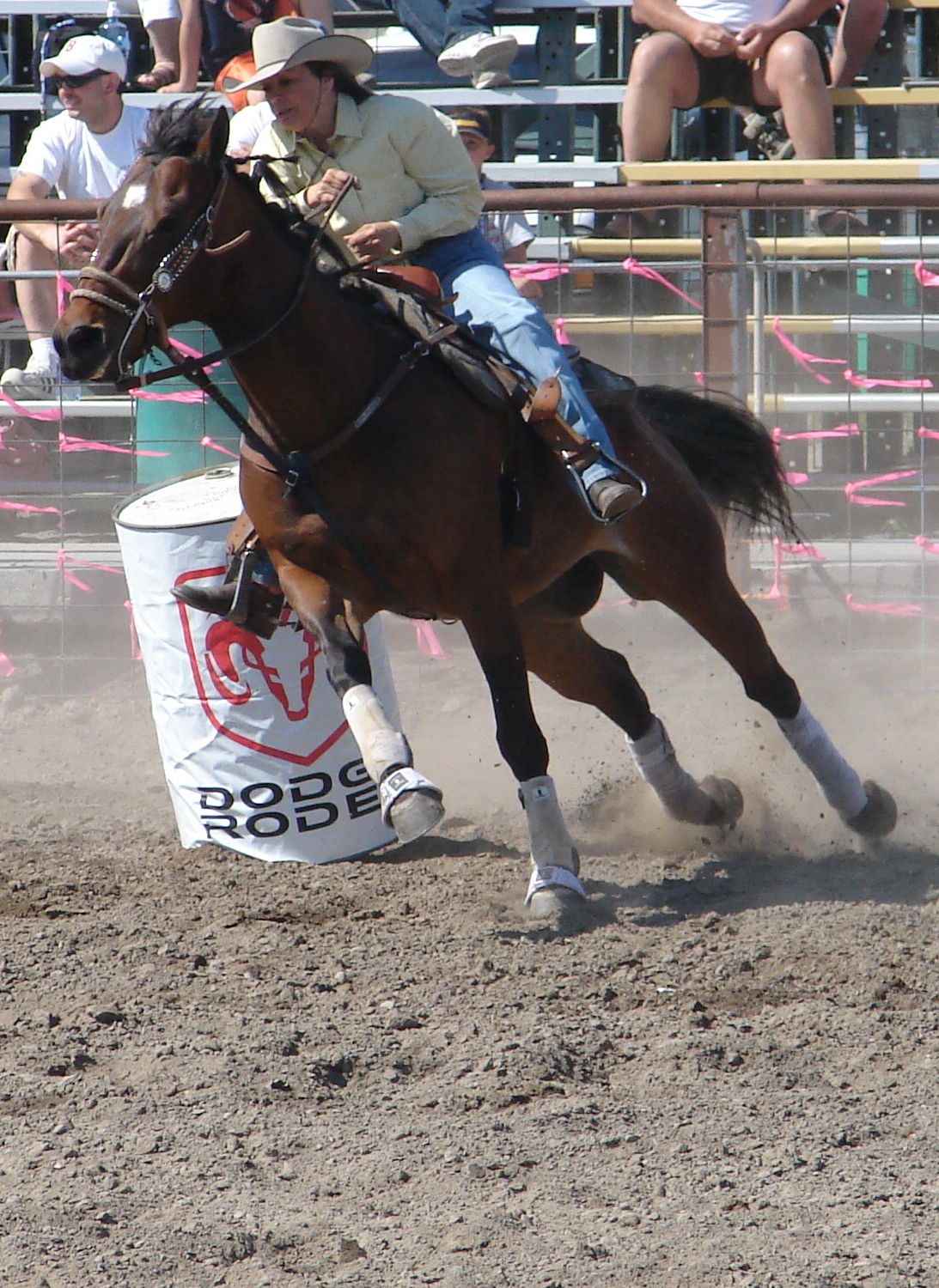
Barrel racing

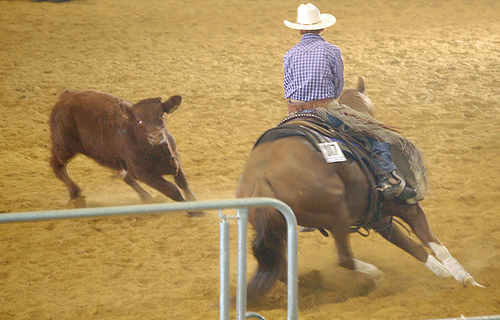
Cutting

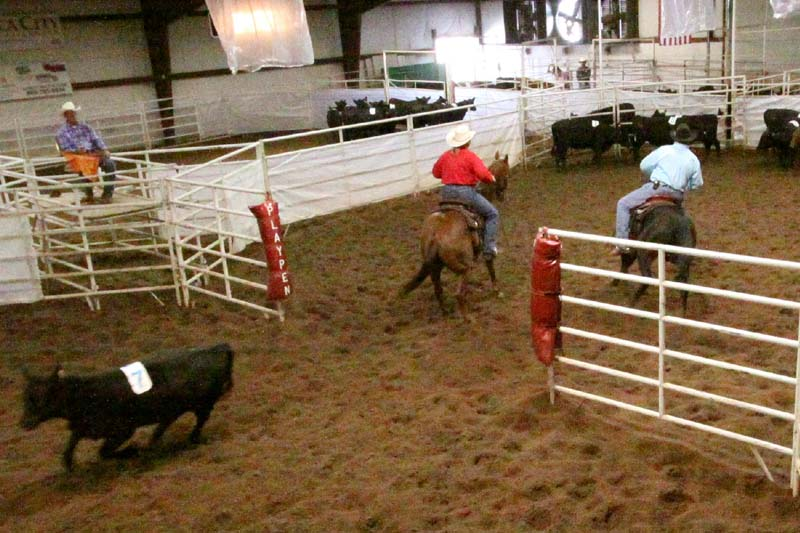
Fence work: ranch sorting

Bij de snelheidsspelen barrel racing en pole bending gaat het om de snelheid en de wendbaarheid van het paard. Het paard met de snelste tijd en de minste strafpunten wint de wedstrijd.

### Barrel Racing
Drie in een driehoek opgestelde vaten markeren het parcours. De deelnemer mag zelf beslissen aan welke kant van het eerste vat hij wil beginnen. Hij kan kiezen uit twee patronen (linksom of rechtsom) Belangrijk is dat hij/zij een volledige cirkel om alle vaten rijdt, waarbij aanraking is toegestaan. Een omgevallen vat levert strafpunten op (vijf strafseconden). Als de ruiter zijn hoed verliest, betekent dat eveneens vijf strafseconden. Diskwalificatie volgt als een combinatie zich niet aan het parcours houdt (out of pattern). Barrel racing is een wedstrijdonderdeel waarbij de snelheid en de wendbaarheid van het paard optimaal op de proef worden gesteld.

### Pole bending
Bij dit onderdeel slalommen paard en ruiter tussen zes palen, die op gelijke afstand van elkaar zijn opgesteld. De palen zijn ten minste zes feet hoog en staan minstens eenentwintig feet uit elkaar. Een vliegende start is toegestaan en men krijgt vijf strafseconden voor elke paal die omver gaat. Wanneer het patroon doorbroken wordt volgt diskwalificatie .

## Working element
Cutting, working cowhorse en team penning zijn onderdelen die behoren tot het working element.

### Cutting
Bij de 'cutting' moet de ruiter een koe kiezen uit de kudde die in de ring gebracht is. De combinatie moet de kudde oplettend benaderen zonder deze overmatig te verstoren. Als de ruiter heeft bepaald welke koe hij van de kudde wil afzonderen, moet de combinatie de koe zo dicht mogelijk naar het midden van de arena drijven. Twee andere ruiters houden de koe in het midden van de arena, terwijl weer twee andere ruiters zorgen dat de kudde bij elkaar aan de korte zijde van de arena blijft. Het is de taak van het paard om te voorkomen dat de koe terugkeert naar de kudde door het dier de weg af te snijden.

### Working cow horse
Bij dit onderdeel moet het paard laten zien dat het geschikt is om werkzaamheden op een ranch te verrichten. De beginselen van reining komen hier naar voren. Daarnaast moet het paard tonen dat het cow sense heeft. Het working cowhorse bestaat uit twee onderdelen: dry work (zonder vee) bestaande uit een reining proef en fence work, het werken met vee.

### Team penning
In de arena worden dertig koeien opgesteld met nummers (0 tot 9). Er zijn dus drie nummers 0, drie nummers 1 enzovoort. Drie ruiters betreden de arena bij het einde en bewegen richting startlijn. Wanneer het startsein wordt gegeven, wordt de ruiters een nummer gegeven, bijvoorbeeld '3'. De ruiters moeten vervolgens de drie koeien met nummer 3 isoleren en ze naar het andere eind van de arena brengen. Het team met de kortste tijd wint.